# Winterhaldenbach (Starzel)
Der Winterhaldenbach ist ein etwa 3 km langer, nordöstlicher und rechter Zufluss der Starzel im Gebiet der Stadt Hechingen im baden-württembergischen Zollernalbkreis.

## Geographie

### Verlauf
Der Winterhaldenbach  entspringt im Gebiet Hintere Gärten innerhalb des Hechinger Stadtteils Sickingen auf einer Höhe von ca. 528 m ü. NHN. Von dort fließt er als begradigter Graben, teilweise verdolt, entlang der Langen Straße in westliche Richtung. Er verlässt Sickingen inmitten seiner noch sehr flachen Mulde von einem Weg begleitet, unterquert die Kreisstraße 7107 und fließt dann in das Naturschutzgebiet Winterhalde ein. Dort läuft er naturnah und gefällereicher durch ein Kerbtal, zuletzt am Nordwestrand von Stein entlang bis zur Landesstraße 410. Kurz nachdem er die Straße gekreuzt hat, mündet er im Gewann Rosenäcker auf einer Höhe von 444 m ü. NHN von rechts und Nordosten in die Starzel.
Der 3 km lange Lauf des Winterhaldenbachs endet 84 Höhenmeter unterhalb seiner Quelle, er hat somit ein mittleres Sohlgefälle von etwa 28 ‰.

### Einzugsgebiet
Das Einzugsgebiet gehört naturräumlich gesehen zum Mittleren Albvorland. Es umfasst im Wesentlichen das Gelände zwischen Bechtoldsweiler im Nordwesten, Sickingen im Nordosten und Stein im Süden. Sein höchster Punkt liegt in Bechtoldsweiler ganz im Nordwesten auf 560 m ü. NHN. Das nördlich angrenzende Einzugsgebiet des Krebsbachs entwässert zum Katzenbach hin, im Süden grenzt das Einzugsgebiet des Ettenbachs und der Starzel selbst an.

### LUBW
Amtliche Online-Gewässerkarte mit passendem Ausschnitt und den hier benutzten Layern: Lauf und Einzugsgebiet des Winterhaldenbachs

Allgemeiner Einstieg ohne Voreinstellungen und Layer: Daten- und Kartendienst der Landesanstalt für Umwelt Baden-Württemberg (LUBW) (Hinweise)
1. 1 2 3  Höhe ermittelt über WPS-Prozess (Geländehöhe).
2. ↑  Länge nach dem Layer Gewässernetz (AWGN).
3. ↑  Einzugsgebiet nach dem Layer Basiseinzugsgebiet (AWGN).

### Andere Belege
1. ↑  Friedrich Huttenlocher: Geographische Landesaufnahme: Die naturräumlichen Einheiten auf Blatt 178 Sigmaringen. Bundesanstalt für Landeskunde, Bad Godesberg 1959. → Online-Karte (PDF; 4,3 MB)